# (27861) 1995 BL4
1995 بي أل 4 (ويعرف أيضًا باسم (27861) 1995 بي أل 4 وفق تسمية الكوكب الصغير) (بالإنجليزية: 1995 BL4)‏ هو كويكب ضمن حزام الكويكبات؛ وترتيبه 27861 من حيث الاكتشاف.
اكتُشف هذا الجُرم الفلكي بواسطة Kin Endate ‏ في 28 يناير 1995.

## وصلات خارجية
- (27861) 1995 BL4 في قاعدة بيانات مختبر الدفع النفاث لأجرام النظام الشمسي الصغيرة

- الاكتشاف · مخطط المدار ·  العناصر المدارية · المعلمات المادية

- (27861) 1995 BL4 على موقع ويكي سكاي: DSS2, SDSS, GALEX, IRAS, Hydrogen α, X-Ray, Astrophoto, Sky Map, Articles and images